# 나피사투 티암
나피사투 티암(프랑스어: Nafissatou Thiam, 프랑스어 발음: [nafisatu tjam], 1994년 8월 19일~)은 벨기에의 육상 선수로 주종목은 7종경기이다. 2016년과 2020년, 2024년 하계 올림픽 여자 7종경기 부문에서 금메달을 획득하였다. 벨기에 선수 중 유일하게 올림픽 2연패와 3연패를 달성한 선수이며, 여자 육상 선수로는 최초로 올림픽 3연패를 달성했고 재키 조이너커시에 이어 두 번째로 올림픽 2연패를 달성한 선수이다. 현재 여자 7종경기, 여자 창던지기, 여자 멀리뛰기 벨기에 기록을 보유하고 있으며, 2019년에는 여자 7종경기 높이뛰기 부문 세계 기록을 세웠다.
또한 2017년과 2022년 세계 선수권 대회, 2018년, 2022년, 2024년에서 금메달을, 2019년 세계 선수권 대회에서 은메달을 획득했다. 2017년에는 IAAF 올해의 선수로 선정되었다.

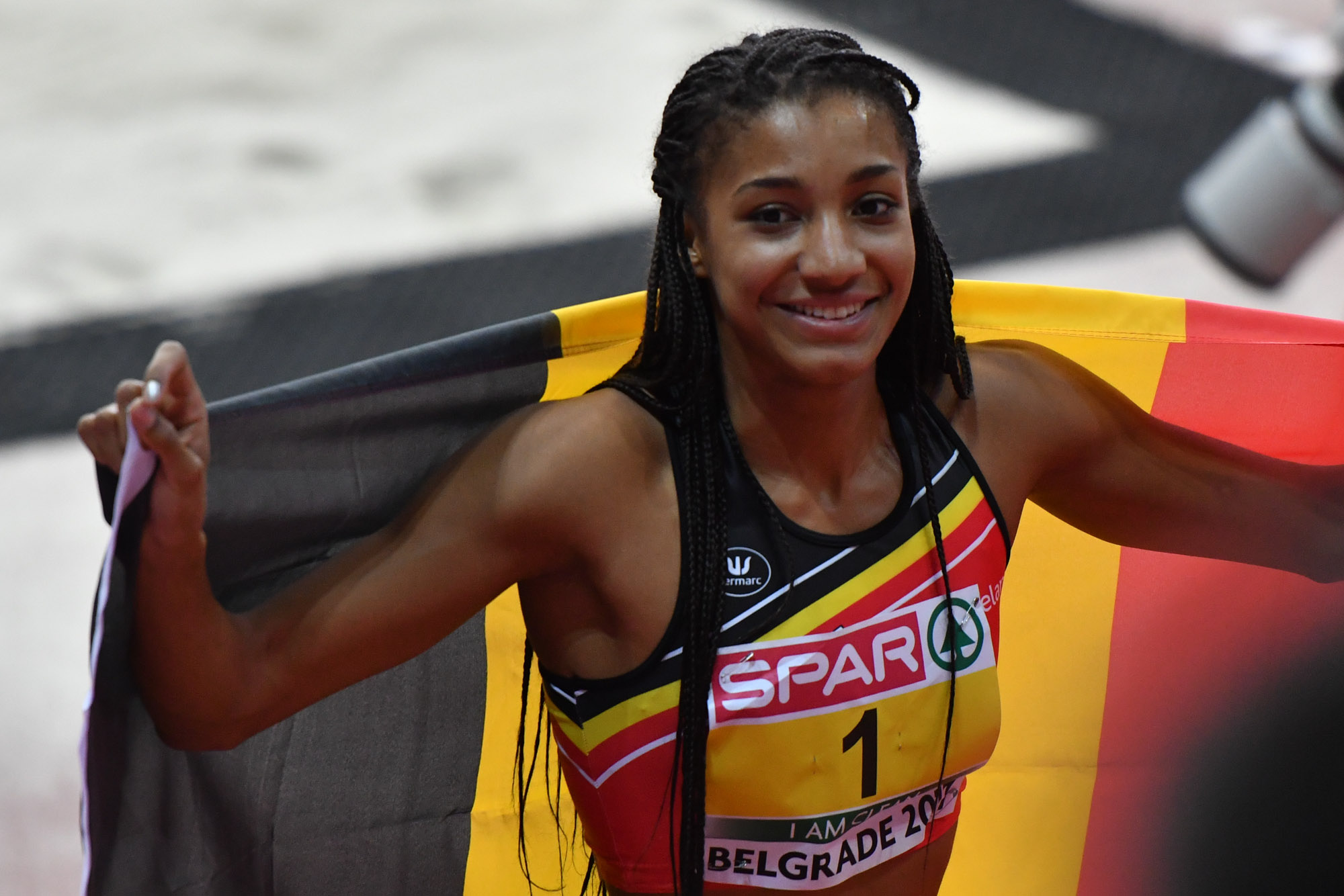
2017년 유럽 실내 선수권 대회 당시의 티암